# Calle Hospital (Barcelona)
La Calle Hospital o Calle del Hospital (Carrer de l'Hospital en catalán) es una calle ubicada en el barrio de El Raval, distrito de Ciudad Vieja, Barcelona, España. Recibe su nombre del Antiguo Hospital de la Santa Cruz, primer gran hospital levantado en la ciudad, en el siglo XV, por orden del monarca Martín el Humano, actual sede de la Biblioteca Nacional de Cataluña, del Instituto de Estudios Catalanes, la Real Academia de Farmacia, la antigua Escuela Massana de Bellas Artes y una biblioteca municipal. En 1926 el Hospital de la Santa Cruz abandonó su uso sanitario. En la calle se encuentra también el Teatro Romea (Barcelona), inaugurado en 1863 en el local que albergaba el Casino d'Artesans. En el solar, se levantó con anterioridad el convento de San Agustín. Además, la calle alberga establecimientos comerciales señeros y hoteles. Así, el Hotel Sant Agustí, fue en el siglo XIX, teatro, el Teatro Sant Agustí, que en 1859 pasó a denominarse Odeón, reconvertido en fonda en 1887, y luego en hotel. Su comercio más antiguo es la sastrería Transwaal, abierta en 1888, protegido como patrimonio arquitectónico, histórico y paisajístico de la ciudad.